# Masullas
Masullas is een gemeente in de Italiaanse provincie Oristano (regio Sardinië) en telt 1161 inwoners (31-12-2004). De oppervlakte bedraagt 18,9 km², de bevolkingsdichtheid is 61 inwoners per km².

## Demografie
Masullas telt ongeveer 429 huishoudens. Het aantal inwoners daalde in de periode 1991-2001 met 3,4% volgens cijfers uit de tienjaarlijkse volkstellingen van ISTAT.
| Jaar | Inwoneraantal |
| ---- | ------------- |
| 1991 | 1238          |
| 2001 | 1196          |

## Geografie
Masullas grenst aan de volgende gemeenten: Gonnoscodina, Gonnostramatza, Mogoro, Morgongiori, Pompu, Simala, Siris, Uras.
De plaats ligt hemelsbreed ongeveer 60 kilometer ten noordwesten van Cagliari.
Abbasanta · Aidomaggiore · Albagiara · Ales · Allai · Arborea · Ardauli · Assolo · Asuni · Baradili · Baratili San Pietro · Baressa · Bauladu · Bidonì · Bonarcado · Boroneddu · Bosa · Busachi · Cabras · Cuglieri · Curcuris · Flussio · Fordongianus · Genoni · Ghilarza · Gonnoscodina · Gonnosnò · Gonnostramatza · Laconi · Magomadas · Marrubiu · Masullas · Milis · Modolo · Mogorella · Mogoro · Montresta · Morgongiori · Narbolia · Neoneli · Norbello · Nughedu Santa Vittoria · Nurachi · Nureci · Ollastra · Oristano · Palmas Arborea · Pau · Paulilatino · Pompu · Riola Sardo · Ruinas · Sagama · Samugheo · San Nicolò d'Arcidano · San Vero Milis · Santa Giusta · Santu Lussurgiu · Scano di Montiferro · Sedilo · Seneghe · Senis · Sennariolo · Siamaggiore · Siamanna · Siapiccia · Simala · Simaxis · Sini · Siris · Soddì · Solarussa · Sorradile · Suni · Tadasuni · Terralba · Tinnura · Tramatza · Tresnuraghes · Ula Tirso · Uras · Usellus · Villa Sant'Antonio · Villa Verde · Villanova Truschedu · Villaurbana · Zeddiani · Zerfaliu
1. ↑  https://demo.istat.it/?l=it.